# Modelo de detonación de Zeldóvich-von Neumann-Döring
El modelo de detonación de Zeldóvich-von Neumann-Döring o modelo de detonación ZND es un modelo unidimensional sobre como se produce la detonación de un explosivo. Se desarrolló durante la Segunda Guerra Mundial de forma independiente por Yákov Zeldóvich (1940,URSS), John von Neumann (1942, EE. UU.) y Werner Döring (1943,Alemania), de ahí su nombre.
Al igual que en el modelo anterior de Chapman-Jouguet no existe el fenómeno de transporte. Pero en cambio en este modelo las reacciones químicas no son instantáneas. 
En primer lugar, una onda de choque infinitamente delgada comprime el explosivo a una alta presión, llamado "pico de Von Neumann". En el pico de von Neumann, el explosivo permanece aún sin reaccionar. Este cambio repentino de la presión provoca la liberación de energía química (o, a veces, como en las explosiones de vapor, física). El pico marca el inicio de la zona de reacción química exotérmica, que termina en las condiciones de Chapman-Jouguet. La reacción sucede completamente en la zona de reacción y termina dando un estado final. Después de esto, los productos de detonación se expanden a velocidad constante,  velocidad de detonación en la parte trasera de la onda de choque. El flujo consiguiente es una rarefación dependiente del tiempo hasta las condiciones de frontera. 
En el caso de referencia en la que la onda de choque es estacionaria, el flujo de gas después del choque es subsónico. Por esta razón, la energía liberada por detrás del choque pueden ser transportados por choque acústico hasta ahora y su energía. Para una detonación autopropageante, el choque se expande a una velocidad dada por el estado de Chapman-Jouguet, que requiere que el material de la parte posterior de la zona de reacción tenga una velocidad del sonido en el marco de referencia local en la que la onda de choque es estacionaria. De hecho, toda la energía química se utiliza para propagar la onda de choque hacia adelante. La liberación de energía al reacelerar el flujo de nuevo a la velocidad local del sonido. Se puede demostrar, sencillamente, de las ecuaciones de gas en una dimensión, para flujo constante, la reacción debe detenerse en la velocidad del sonido ("plano CJ"), o no habría gran discontinuidad en el gradiente de presión en este plano.